# Regentenstraße 138 (Mönchengladbach)

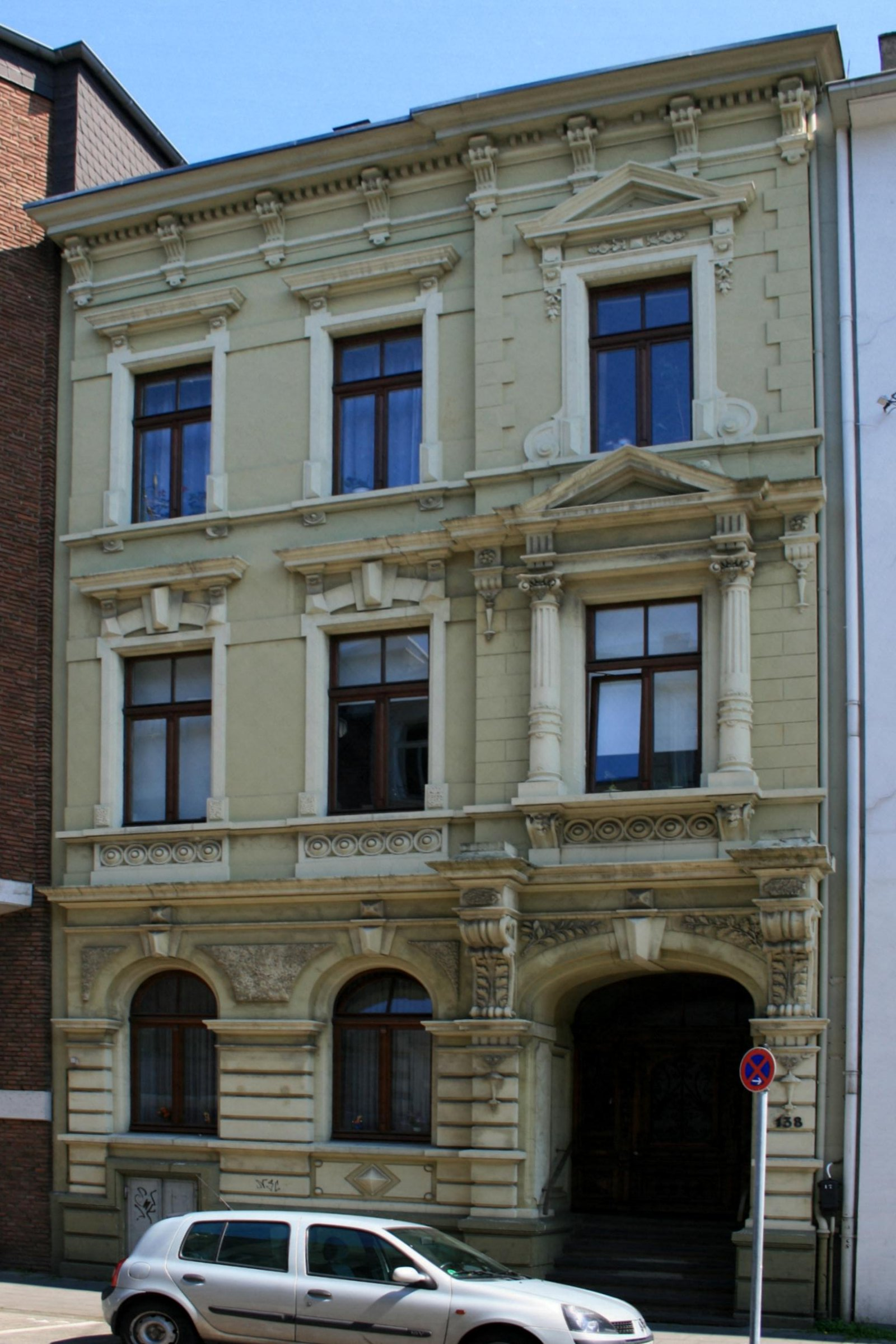
Wohnhaus (2010)

Das Wohnhaus Regentenstraße 138 steht im Stadtteil Eicken in Mönchengladbach (Nordrhein-Westfalen).
Das Gebäude wurde nach 1900 erbaut. Es wurde unter Nr. R 061 am 17. Mai  1989 in die Denkmalliste der Stadt Mönchengladbach eingetragen.

## Architektur
Das Gebäude liegt an der Südseite der Regentenstraße in Eicken seinerzeit als Einzelbebauung nicht in geschlossener Zeile errichtet. Bei dem Haus handelt es sich um ein traufenständiges, dreigeschossiges, dreiachsiges Wohngebäude.